# Jambuvijaya
Jambuvijaya (1923 - 12 novembre 2009) est un érudit, grand traducteur et écrivain du jaïnisme contemporain de la branche shvetambara.
Il est né à Mandal dans l'état du Gujarat, en Inde. Très tôt après sa naissance, ses parents ont pris les vœux de renoncement et sont devenus des ascètes-moines du jaïnisme. Jambuvijaya est lui devenu moine à 14 ans.
Durant sa vie, il a traduit les Agamas, les textes ancestraux du jaïnisme afin de les rendre accessible à tous, notamment des textes qui étaient tombés dans l'oubli. Il a aussi aidé des chercheurs occidentaux dans leurs quêtes de connaissance sur le jaïnisme.